# Muscolo flessore breve delle dita
Nell'anatomia umana, il muscolo flessore breve delle dita è un muscolo del piede.

## Anatomia
Si ritrova vicino al muscolo abduttore dell'alluce e al muscolo flessore breve del mignolo, si tratta del grosso muscolo centrale del piede.